# 哥倫比亞蘇鐵屬
哥倫比亞蘇鐵屬（Chigua），又名卡蓋澤米屬，是哥倫比亞西北部特有的一屬蘇鐵。它們是由丹尼斯·史蒂文森（Dennis Stevenson）於1990年描述，是蘇鐵目中最近期描述的屬。其下的兩個物種都被列為極危。它們在海拔100-200米的潮濕低地雨林中生長。

## 特徵
哥倫比亞蘇鐵屬在地下長出球狀的莖。葉子直及呈橢圓形，羽狀複生。葉柄及花軸有刺。小葉相對，呈矛刺形及在基部相連。邊緣呈鋸齒狀，中脈較遠，邊脈呈叉狀。雄毬果呈圓柱狀及有短毛覆蓋，以長柄支撐，有六角形的孢子葉。雌毬果呈闊圓柱狀及有毛，由很長的花梗支撐。其孢子葉也是呈六角形。種子呈橢圓形及粉紅色或紅色。

## 分類及威脅
哥倫比亞蘇鐵屬與澤米屬是近親。哥倫比亞鐵最早是由Francis Pennell於1918年採集，最初被分類在澤米屬之中。到了1986年才重新發現它們，加上1987年及1988年發現的兩組標本，才發展了哥倫比亞蘇鐵屬。由於所知甚少，其保育狀況及群落數量不明，而C. bernalii的資料也缺乏。由於哥倫比亞的政治問題，令研究停頓。它們生長的地區正受到過度放牧、礦業及油氣勘探所影響。